# Малое Окское
Малое О́кское — деревня в Павловском районе Нижегородской области. Входит в состав рабочего посёлка Тумботино.

## История
До 1938 г. носила название Пуп.

## Население
| 2002 | 2010 |
| ---- | ---- |
| 247  | ↗250 |